# بگ گرازی
بگ گرازی، روستایی از توابع بخش مرکزی، شهرستان ریگان،دهستان گاوکان، در استان کرمان ایران است.

## جمعیت
این روستا در دهستان گاوکان قرار دارد و براساس سرشماری مرکز آمار ایران در سال ۱۳۸۵، جمعیت آن زیر سه خانوار بوده‌است.